# Jean Salvy
Jean Salvy (* 15. März 1932 in Fiac/Département Tarn; † 27. November 2016 in Cessenon-sur-Orb/Département Hérault) war ein französisch-kanadischer Drehbuchautor und Regisseur.

## Leben
Neben seiner Arbeit als Drehbuchautor und Filmregisseur führte Salvy auch Regie bei Theaterproduktion und war von 1995 bis 1999 Direktor der Drama TV Shows bei CBC/Radio-Canada. Er war in erster Ehe mit der Schauspielerin Louise Marleau und in zweiter Ehe mit der Script Supervisorin Sonia Salvy-Matossian verheiratet und ist Vater der Schauspielerin Sarah-Jeanne Salvy. 2016 starb er an den Folgen eines Herzleidens.

## Filmographie
- 1960: Zaa, petit chameau blanc, Kurzfilm, (Regie mit Yannick Bellon, Drehbuch mit Yannick Bellon und Claude Roy)
- 1961: On a volé la mer, Kurzfilm, (Regie)
- 1963: Ambroise, enfant du Kasaï, Kurzfilm, (Drehbuch und Regie)
- 1968: Les dossiers de l'agence O, Fernsehserie, (Regie, Adaption und Dialogregie in sieben Folgen)
- 1970: Les enquêteurs associés, Fernsehserie, (Regie in zwei Folgen)
- 1974: Je t'aime, Spielfilm, (Drehbuch mit Pierre Duceppe und Alec Pelletier)
- 1974: Bingo, Spielfilm, (Drehbuch mit Jean-Claude Lord, Lise Thouin, Michel Capistran und Roch Poisson)
- 1977: Panique, Spielfilm, (Drehbuch mit Jean-Claude Lord)
- 1977: Mesdames & Messieurs, la Fête, Fernsehfilm, (Drehbuch)
- 1979: Éclair au chocolat, Spielfilm, (Drehbuch und Dialog)
- 1982: Marc-Aurèle Fortin ou La Manière Noire, Fernsehfilm (Regie)
- 1986–89: Des dames de coeur, Fernsehserie, (Regie)
- 1993: Le fleuve aux grandes eaux, Kurzfilm (narration script)
- 1995: La Corrivaux, Spielfilm, (Regie)